# Volkan Şen
Volkan Şen, né le 7 juillet 1987 à Bursa, est un footballeur international turc qui joue au poste d'ailier gauche à l'Adana Demirspor.

## Biographie

### En club
Le 27 août 2011, il signe un contrat de quatre ans avec le club turc de Trabzonspor, en provenance de Bursaspor, pour un montant de 3,6 millions d'euros .
Le 26 août 2013, Volkan Şen se voit insulté par des supporters de Trabzonspor et quitte finalement le terrain en pleurant.

### En équipe nationale
Il réalise ses débuts pour la Turquie à l'âge de 22 ans, commençant lors d'un match amical remporté 2-0 contre le Honduras, le 3 mars 2010.

## Palmarès
Bursaspor
- Championnat de Turquie (1) :
  - Champion : 2009-10.